# Alfred Laskiewicz
Alfred Stefan Laskiewicz, (ur. 26 grudnia 1888 w Niżankowicach, zm. 9 listopada 1969 w Londynie), polski lekarz otolaryngolog, profesor zwyczajny Uniwersytetu Poznańskiego, twórca i kierownik Kliniki Otolaryngologicznej Uniwersytetu Poznańskiego, jeden z najwybitniejszych polskich otolaryngologów.

## Życiorys
Syn Alfreda Ignacego Laskiewicza, lekarza-okulisty i Janiny z d. Schier, wnuk chirurga Franciszka Laskiewicza. Ukończył gimnazjum we Lwowie, a następnie Wydział Lekarski Uniwersytetu Lwowskiego, gdzie 12 kwietnia 1913 roku uzyskał dyplom doktora wszechnauk lekarskich. W latach 1912–1913, jeszcze przed uzyskaniem dyplomu pracował w Klinice Chirurgicznej prof. Ludwika Rydygiera. Za zachętą prof. Antoniego Jurasza i z listem polecającym do prof. Ottokara Chiariego wyjechał we wrześniu 1913 r. na studia otolaryngologiczne do Wiednia. Kilkuletnie kształcenie się w klinice umożliwiło mu przyznane stypendium im. Barczewskiego. W Wiedniu pracował w klinikach profesorów Ottokara Chiariego, V. Urbantschitscha, A. Eiselsberga i G. Alexandra. Od lipca 1914 do listopada 1915 r. był etatowym młodszym asystentem kliniki prof. Ottokara Chiariego. Prócz zajęć klinicznych do jego głównych obowiązków należało przygotowanie wykładów i ćwiczeń oraz asystowanie profesorowi w konsultacjach i zabiegach chirurgicznych.
W listopadzie 1915 r. został powołany do armii austro-węgierskiej i pracował w oddziałach chirurgicznych szpitali wojskowych na Węgrzech, na Morawach i w Trieście. W końcu 1918 r. wstąpił do Wojska Polskiego w stopniu kapitana i otrzymał przydział do Szpitala Wojskowego w Krakowie. Po zdemobilizowaniu, od marca 1919 r. do kwietnia 1922 r., pracował jako adiunkt Kliniki Laryngologicznej Uniwersytetu Jagiellońskiego W tym okresie przebywał dwa miesiące w Klinice Chorób Uszu, Nosa i Szyi prof. W. Wittmaacka w Jenie.
Na zaproszenie prof. Antoniego Jurasza seniora, kierownika Katedry Otolaryngologicznej Uniwersytetu Poznańskiego, w lipcu 1922 r. rozpoczął pracę w tej katedrze, dysponującej wówczas tylko ambulatorium otolaryngologicznym. Po śmierci profesora Jurasza objął w sierpniu 1923 stanowisko zastępcy kierownika Kliniki Otolaryngologicznej. W czerwcu 1926 roku zorganizował na terenie zamku w Poznaniu Klinikę Otolaryngologiczną na 32 łóżka z własną przykliniczną przychodnią, podręczną pracownią analityczną, pracownią histologiczną, aparatem rentgenowskim (diagnostycznym i leczniczym), fototerapią dla chorych na gruźlicę górnych dróg oddechowych i inhalatorium oraz własną salą wykładową i biblioteką naukową. W 1930 r. klinikę wyposażył w audiometr zwany otoaudionem. W 1932 r. z jego inicjatywy otwarto przy klinice Poradnię Wad Mowy i Głosu. Klinika Otolaryngologiczna należała do najlepiej zaopatrzonych w instrumentarium i aparaturę klinik otolaryngologicznych w Polsce.
W 1927 roku uzyskał veniam legendi z otolaryngologii. Habilitował się na podstawie pracy O tkance adenoidalnej krtani ludzkiej i O zachowaniu się tkanki łącznej w przewlekłym zapaleniu migdałka podniebiennego i gardłowego. Przewód habilitacyjny został przeprowadzony pod kierownictwem prof. Jana Szmurły na Wydziale Lekarskim Uniwersytetu Stefana Batorego w Wilnie. W roku 1929 został profesorem nadzwyczajnym, w 1938 zwyczajnym. W 1939 roku został wybrany prodziekanem Wydziału Lekarskiego Uniwersytetu Poznańskiego. Wyszkolił trzydziestu asystentów i uczniów, z których czterech zostało profesorami i kierownikami katedr otolaryngologicznych (Jarosław Iwaszkiewicz, Jan Małecki, Aleksander Radzimiński i Aleksander Zakrzewski), trzech – docentami (Tadeusz Gerwel, Maria Łączkowska, R. Rabiński), a wielu ordynatorami oddziałów szpitalnych. Od 1935 r. organizował coroczne dwutygodniowe kursy dokształcające i operacyjne dla otolaryngologów. W 1938 odznaczony Krzyżem Oficerskim Legii Honorowej.
W sierpniu 1939 roku został zmobilizowany z przydziałem do Szpitala Wojskowego w Łodzi. Po agresji ZSRR na Polskę wraz z wojskiem przekroczył granicę polsko-rumuńską. Trzy miesiące przebywał w obozach dla internowanych żołnierzy polskich. Dzięki uzyskaniu stypendium Fundacji Rockefellera wyjechał do Bukaresztu, gdzie do końca 1941 r. pracował w klinice otolaryngologicznej prof. Metzianu. Następnie przedostał się do Persji i wstąpił do II Korpusu pracując jako lekarz wojskowy na terenie Iraku i Palestyny. W 1943 został zdemobilizowany i skierowany do pracy w Polskim Czerwonym Krzyżu w Tel Awiwie. W grudniu 1947 wyjechał do Wielkiej Brytanii, zamieszkał w Londynie, gdzie w 1949 otrzymał prawo wykonywania zawodu i poświęcił się praktyce lekarskiej. Był nadal czynny jako operator, nie zaprzestając pracy naukowej. Swoje prace ogłaszał w czasopismach europejskich, amerykańskich i polskich. Ogłosił prace w ośmiu polskich i osiemnastu europejskich i amerykańskich czasopismach lekarskich. 195 prac poświęcił zagadnieniom klinicznym chorób uszu, nosa, gardła i krtani. W pracach doświadczalnych omówił badania bakteriologiczne i serologiczne w ozenie i twardzieli, badania nad chorobą kesonową oraz badania nad czynnością aparatu nerwowego krtani, prowadzone z fizjologiem prof. L. Byszewskim. 19 prac poświęcił historii medycyny, a 11 prac zasługom naukowym lekarzy i uczonych pracujących na uniwersytetach polskich. Ocenił pięć podręczników otolaryngologii prof. Jana Szmurły i dwie monografie prof. Tadeusza Wąsowskiego. W Polskim Przeglądzie Otolaryngologicznym zamieścił liczne streszczenia prac otolaryngologicznych z niemieckich, austriackich i francuskich czasopism lekarskich. W ostatnich latach swego życia poświęcał się głównie fizjologii ucha oraz audiologii.
Był jednym z założycieli Polskiego Towarzystwa Otolaryngologicznego, jego wiceprezesem w latach 1922–1930 i prezesem w latach 1937–1939. W latach 1930–1939 był prezesem Sekcji Poznańsko-Pomorskiej PTO. Redaktor naczelny Polskiego Przeglądu Otolaryngologicznego (1933-1939). Współredaktor zagraniczny Acta Otolaryngologica, Practica Otolaryngologica, Monatschrift für Ohrenheilkunde, Revue de Laryngologie, Zeitschrift fur Hals-Nasen und Ohrenheilkunde, Otolaryngologica Slavica i Valsalva. Podczas II wojny światowej był założycielem i redaktorem czasopisma Lekarz Polski na Wschodzie.
Na Bliskim Wschodzie był przewodniczącym Polskiego Towarzystwa im. Kopernika, a po przybyciu do Wielkiej Brytanii członkiem założycielem Polskiego Towarzystwa Naukowego na. Obczyźnie i wiceprzewodniczącym Komisji Lekarskiej Towarzystwa. 
Był członkiem Collegium Otolaryngologicum Amicitiae Sacrum (1932), The Royal Society of Medicine (1938), Laryngological and Otological Society of the Royal Society of Medicine (1951) i Rumuńskiego Towarzystwa Otolaryngologicznego, członkiem korespondentem Societé Francaise dé Oto-Rhino-Laryngologie (1934) i Węgierskiego Towarzystwa Otolaryngologicznego (1939). Był członkiem honorowym Soc. Oto-Rhino-Laryngologie Espanola de Madrid (1932), Societa Oto-Laryngologica Italiana, Bułgarskiego Towarzystwa Otolaryngologicznego (1937), Collegium Oto-laryngologicum Amicitiae Sacrum, Austriackiego Towarzystwa Otolaryngologicznego, Niemieckiego Towarzystwa Otolaryngologicznego i Polskiego Towarzystwa Otorynolaryngologicznego (1958). 
Uczestniczył niemal we wszystkich zjazdach międzynarodowych otolaryngologów, w ostatnich latach swego życia mimo złych warunków materialnych wziął udział w Międzynarodowym Zjeździe Otolaryngologów w Chicago w 1967 i w 1969 roku w Meksyku.
Z krajem utrzymywał ścisłe więzy, interesował się rozwojem polskiej otolaryngologii. Przyjmował w swoim domu w Londynie dawnych asystentów, wprowadzając ich do szpitali, klinik i angielskich towarzystw naukowych. Jego dom cechowała prawdziwie staropolska gościnność. Był znawcą muzyki i miłośnikiem sztuki. Uczony o niepospolitej pracowitości i jeden z najbardziej zasłużonych lekarzy dla polskiej otolaryngologii.
Zmarł w szpitalu St. Mary’s Abbott w Londynie. Został pochowany na tamtejszym cmentarzu Gunnersbury.
Jego żoną była Władysława z domu Strumińska. Mieli dwie córki: Bożenę, otolaryngologa, i Joannę. Obie mieszkają w Londynie.